# Chikkachellur, Challakere
Chikkachellur là một làng thuộc tehsil Challakere, huyện Chitradurga, bang Karnataka, Ấn Độ.